# Resolutie 417 Veiligheidsraad Verenigde Naties
Resolutie 417 van de Veiligheidsraad van de Verenigde Naties werd unaniem aangenomen op 31 oktober 1977 door de vijftien leden van de VN-Veiligheidsraad.

## Inhoud
De Veiligheidsraad:
- Herinnert aan resolutie 392 die het racistische regime van Zuid-Afrika veroordeelde voor grootschalig geweld en de doding van tegenstanders van raciale discriminatie en roept op het geweld, de apartheid en de raciale discriminatie te beëindigen.
- Is bezorgd over het doorgaan van het geweld tegen de zwarte bevolking.
- Is erg bezorgd over rapporten over de marteling van politieke gevangenen en de dood van enkele gedetineerden alsook de repressie van burgers, organisaties en de media.
- Is ervan overtuigd dat het geweld en de repressie de situatie in Zuid-Afrika hebben verergert.
- Herbevestigt dat hij de strijd erkent van het Zuid-Afrikaanse volk tegen de apartheid en discriminatie.
- Bevestigt het recht op zelfbeschikking van alle Zuid-Afrikaanse volkeren.
- Denkt aan zijn verantwoordelijkheid voor de internationale vrede en veiligheid.

1. Veroordeelt het geweld en de repressie.
2. Steunt en is solidair met de strijd tegen de apartheid en discriminatie en de slachtoffers van het geweld en de repressie.
3. Eist dat het racistische regime van Zuid-Afrika:
a. Het geweld en de repressie tegen de zwarte bevolking staakt.
b. Alle gevangen tegenstanders van de apartheid vrijlaat.
c. Onmiddellijk ophoudt met het geweld tegen vreedzame betogers en de moorden en foltering van politieke gevangenen.
d. De ban op organisaties en media tegen apartheid afschaft.
e. Het Bantoe-schoolsysteem en andere maatregelen die getuigen van apartheid en discriminatie afschaft.
f. De thuislandenpolitiek en de apartheid afschaft en het meerderheidsregime verzekert.
4. Vraagt alle overheden en organisaties maatregelen te nemen om de uitvoering van paragraaf °3 te verzekeren.
5. Vraagt alle overheden en organisaties verder bij te dragen aan hulpverlening aan de slachtoffers.
6. Vraagt de secretaris-generaal om samen met het speciaal comité tegen apartheid de situatie op te volgen en tegen 17 februari 1978 te rapporteren.

## Verwante resoluties
- Resolutie 311 Veiligheidsraad Verenigde Naties
- Resolutie 392 Veiligheidsraad Verenigde Naties
- Resolutie 418 Veiligheidsraad Verenigde Naties
- Resolutie 421 Veiligheidsraad Verenigde Naties

Lijst ·  403 ·  404 ·  405 ·  406 ·  407 ·  408 ·  409 ·  410 ·  411 ·  412 ·  413 ·  414 ·  415 ·  416 ·  417 ·  418 ·  419 ·  420 ·  421 ·  422